# Asad ibn al-Furat
Asad ibn al-Furat (Arabisch: أسد بن الفرات; Harran, 759 – Syracuse, 828) was een rechtsgeleerde en theoloog die het Arabische invasieleger aanvoerde dat Sicilië veroverde. 
Zijn familie kwam oorspronkelijk uit Harran in Mesopotamië, maar emigreerde later naar Ifriqiya. Asad studeerde in Medina bij Malik ibn Anas, de stichter van het malikisme. Ook studeerde hij in Koefa bij Abu Hanifa, de stichter van de hanafisme. Asad verzamelde zijn opvattingen in de Asadiyya, die grote invloed had in Ifriqiya.
Na zijn studietijd keerde Asad terug naar Ifriqiya en werd hij door de Aghlabidische emir aangesteld als qadi (rechter) in de stad Kairouan. Hij kwam echter al snel in conflict met emir Ziyadat Allah I (817-838) wiens luxueuze levensstijl werd bekritiseerd door Asad. Om van deze vervelende criticus af te komen benoemde de emir Asad tot aanvoerder van het leger dat samen met de opstandeling Euphemius van Messina Sicilië op de Byzantijnen moest veroveren. In 827 landde Asad met zijn leger nabij Mazara del Vallo. Na enkele overwinningen op de Byzantijnen sloeg hij het beleg op voor Syracuse, maar wist de stad niet in te nemen. Niet veel later overleed Asad aan de pest. Drie jaar daarna wist het Arabische leger Palermo te veroveren.